# Le Bouton de nacre
Pour plus de détails, voir Fiche technique et Distribution.
Le Bouton de nacre (El botón de nácar) est un film documentaire chilien écrit et réalisé par Patricio Guzmán, sorti en 2015.
Le film est sélectionné, en compétition, à la Berlinale 2015 où il reçoit l'Ours d'argent du meilleur scénario.

## Synopsis
En ayant pour fil conducteur le rapport à l'eau qu'entretient le Chili, le film évoque des épisodes historiques chiliens tels que l'histoire des Amérindiens de Patagonie (Kawésqar, Tehuelches, Selknam, Mánekenk, Yagan) qui ont été massacrés, déportés, déculturés et dont il ne reste de nos jours que de rares descendants, et le Coup d'État du 11 septembre 1973 et la répression qui a suivi durant le régime militaire d'Augusto Pinochet.
Le film propose un parcours intrigant sur le thème de l'eau, à la manière de Gaston Bachelard (L'Eau et les Rêves, 1942), ou encore à la façon de Chris Marker, mais c'est pour mieux évoquer deux épisodes fondateurs du Chili actuel, la disparition, occultée et oubliée, des peuples autochtones, et celle plus bruyante des années de plomb de 1973-1990.
C'est sans doute pour ce scénario non conventionnel, ne correspondant pas aux conventions cinématographiques narratives, que le film a reçu le prix du scénario à Berlin.
La liste suivante tente de relever les différents sous-thèmes abordés :
- Bloc de quartz, avec gouttes d'eau,
- L'eau, source de toute vie, en Patagonie, comme dans le cosmos, et en provenant.
- Nord du Chili : désert d'Atacama, zone la plus sèche du monde, mais avec le plus puissant télescope cosmologique.
- La mémoire de l'eau.
- Images d'eau solide et d'eau liquide, de glaciers sonores...
- Les chants de l'eau : Claudio Mercado.
- Un ami d'enfance emporté par l'océan.
- Une carte du Chili et de ses 4.000 km de côtes, désamour pour l'Océan Pacifique, par l'artiste Emma Malig.
- Extrême Sud du Chili : les populations autochtones à peu près disparues (photographies de Martin Gusinde, petits films), dont les peuples de l'eau : Tehuelches, Selknam, Mánekenk, Yagan, Kawésqar.
- Processus d'extermination sur 150 ans, Robert FitzRoy, bouton de nacre, Jemmy Button (1815-1864).
- 1880 : colonisation pour l'élevage, déportation, expropriation, élimination, internement (Île Dawson), déculturation, missions salésiennes de Terre de Feu...
- Cosmogonies autochtones : renaître dans les étoiles...
- Quelques-uns des vingt survivants : mémoire des langues et des cultures, lexique (en yagan, pas de mot pour dieu ou police, selon Cristina Calderon)...
- Réappropriation par le Chili de ses origines indigènes, sous la présidence de Salvador Allende (1970-1973) : philosophe Gabriel Salazar...
- Premier enregistrement de l'explosion d'une supernova, depuis Atacama...
- Sous la dictature (1973-1990) : Île Dawson à nouveau camp de concentration,
- Disparitions, torture, élimination au rail, vols de la mort, guerre sale...
- Histoire du corps de Marta Ugarte, dont le corps est parvenu à la côte (Elle a les yeux ouverts. Elle nous regarde.), reconstitution de cette réapparition...
- Depuis 1990, recherche des disparus.
- Mémoire des hommes, témoignages.
- Remonter les rails du fond de l'océan, exposés à la Villa Grimaldi, ancien centre de détention et de torture de Santiago.
- Le poète Raul Zurita : Laisser mourir les morts pour permettre aux vivants de vivre...

## Fiche technique
- Titre original : El botón de nácar
- Titre français : Le Bouton de nacre
- Réalisation et scénario : Patricio Guzmán
- Musique : Hughes Maréchal, Miguel Miranda et José Miguel Tobar
- Photographie : Katell Djian
- Montage : Patricio Guzmán et Emmanuelle Joly
- Direction artistique : Pamela Chamorro
- Production : Renate Sachse
- Pays de production :  Chili,  Espagne,  France,  Suisse
- Langue originale : espagnol il il
- Format : couleurs - 1,85:1 - 35 mm
- Genre : documentaire
- Durée : 82 minutes
- Dates de sortie :
  - Allemagne : 8 février 2015 (Berlinale)
  - France : 28 octobre 2015

## Distribution
- Patricio Guzmán : narrateur

## Autour du film
- Pour concevoir ce film, Patricio Guzman s'est basé sur une méthode qu'il avait déjà utilisée précédemment, notamment sur Nostalgie de la lumière. Il écrit tout d'abord un petit texte en lien avec des images puis il se concentre sur une zone géographique avant de partir l'explorer avec son équipe réduite. Le film se construit alors directement sur place. Tout ce qu'il sait, comme il le précise, c'est "qu'il y sera question du passé du Chili, de son futur, de la relation avec le ciel, la terre, l'eau et la dictature"[1].

## Distinctions
- Berlinale 2015 : Ours d'argent du meilleur scénario et prix du jury œcuménique de la Berlinale
- Prix Lumières 2016 : meilleur documentaire (ex-æquo avec L'Image manquante)